# Hundreds
Hundreds ist eine Elektropop-Band aus Hamburg, bestehend aus dem Geschwisterpaar Eva und Philipp Milner sowie dem Schlagzeuger Florian Wienczny. Die Band veröffentlichte vier Studioalben sowie mehrere Elektroakustik-Versionen der Alben.

## Geschichte
Eva und Philipp Milner, die Geschwister und Köpfe der Band, wuchsen in Lohr am Main auf. Die Bandgeschichte begann in Weimar, wo Philipp Milner Jazzklavier studierte und seine sechs Jahre jüngere Schwester Eva ihn oft besuchte. Im April 2009, inzwischen in Hamburg lebend, gründeten die Geschwister das Elektro-Pop-Musikprojekt Hundreds mit Eva Milner am Mikrofon und Philipp Milner an verschiedenen Tasteninstrumenten. Im Jahr 2010 erschien das selbstbetitelte Debütalbum beim Berliner Label Sinnbus.
Im März 2014 wurde beim selben Label das Nachfolgealbum Aftermath veröffentlicht. Das Musikvideo zur Single-Auskopplung Circus drehte Arne Feldhusen. Seit 2014 ist der Schlagzeuger Florian Wienczny fester Bestandteil der Bühnenshow.
Hundreds gilt als „Hamburger Band“, wurde dort gegründet und widmete der Stadt mit I love my Harbour auch einen Song. Im Londoner „Boiler House“ trat die Band als Botschafter für die Musikszene Hamburgs auf. Inzwischen befindet sich das Aufnahmestudio der Band allerdings nicht mehr in Hamburg, sondern auf einem Bauernhof in Woltersdorf im Wendland. Anlässlich ihres zehnjährigen Bestehens spielte die Band im Januar 2020 das größte Konzert ihrer Bandgeschichte in Hamburg im ausverkauften großen Saal der Elbphilharmonie.
Im März 2020 erschien das vierte Studioalbum der Band mit dem Titel The Current.
Hundreds touren vor allem in Deutschland, Österreich und der Schweiz, waren aber auch schon international unterwegs.

## Diskografie
Alben
- 2010: Hundreds (Sinnbus)
- 2011: Variations (Sinnbus)
- 2014: Aftermath (Sinnbus)
- 2016: Wilderness (Embassy of Music)
- 2020: The Currrent (Embassy of Music)

EPs
- 2011: Under The Icicles (kostenloser Download [12])
- 2014: Aftermath Remixes (Krakatau Records)
- 2015: Tame the Noise (Keks & KFZ Import / Skrotzki & Kempf)
- 2017: Wilderness Elektroakustik (Embassy of Music)
- 2023: Recover (Embassy of Music)

Singles
- 2010: Happy Virus (Sinnbus)
- 2010: Solace (Sinnbus)
- 2010: Let’s Write the Streets (Sinnbus)
- 2011: Grab the Sunset (Sinnbus)
- 2014: Circus (Sinnbus)
- 2014: Our Past (Sinnbus)
- 2015: Ten Headed Beast (Sinnbus)
- 2015: Wonderful Life (Embassy of Music)
- 2016: What Remains (Embassy of Music)
- 2016: Spotless (Embassy of Music)
- 2017: Un-Unify (Embassy of Music)
- 2017: Luna (mit MissinCat) (OWTF Records)
- 2019: Ready Shaking Silent (Embassy of Music)
- 2020: Body of Water (Embassy of Music)
- 2020: Calling (Embassy of Music)